# Asesinato de Maria Ladenburger
Maria Ladenburger (Friburgo, 6 de diciembre de 1996 - Friburgo, 16 de octubre de 2016) fue una joven alemana, estudiante de medicina de 19 años, que fue encontrada violada y ahogada el 16 de octubre de 2016 en el río Dreisam. El 3 de diciembre de 2016, la policía de Friburgo detuvo a Hussein Khavari, que había sido identificado por un cabello encontrado en la escena del crimen, y una grabación de CCTV del interior de un tranvía. Las pruebas de ADN lo vincularon a la escena del crimen y finalmente fue condenado.
Khavari había entrado en Alemania como refugiado en noviembre de 2015. Más tarde se descubrió que había cumplido una pena de prisión por intentar robar y asesinar a una chica en Grecia antes de entrar en Alemania. Esto suscitó un debate sobre los posibles fallos en los sistemas europeos de intercambio de información sobre refugiados y migrantes, y los antecedentes penales que puedan tener.

## Víctima
Maria Ladenburger era una estudiante de 19 años, criada en el distrito Enzkreis de Baden-Württemberg, que llegó a Friburgo para estudiar Medicina en la Universidad de Friburgo. Participaba activamente en la asociación universitaria Weitblick, en un proyecto para una escuela en Ghana. Algunas fuentes la relacionan con actividades de ayuda a refugiados.

## Crimen
La noche del 15 al 16 de octubre de 2016, Ladenburger asistió a una fiesta organizada por la facultad de Medicina de la universidad. Salió de la fiesta a las 2:37 de la madrugada y regresaba a casa en bicicleta. Fue violada por Khavari en el camino, cerca del Schwarzwald-Stadion, y murió ahogada en el río Dreisam poco después de las 3:00 de la mañana. Khavari afirmó más tarde haberla asfixiado con una bufanda. Un corredor encontró su cuerpo más tarde esa mañana.

## Investigación
La policía de Friburgo formó una comisión especial compuesta por 68 agentes, interrogó a más de 1 400 personas y comprobó más de 1 600 pistas. Khavari fue identificado por un largo mechón de pelo de un corte inferior decolorado encontrado en los arbustos cercanos al lugar del crimen. También se encontró un pañuelo negro en el lecho del río, cerca del lugar del crimen, con restos de ADN de Khavari. Basándose en estos hallazgos, se le identificó en una grabación de CCTV grabada en el interior de un tranvía en las inmediaciones el 17 de octubre. A partir de una imagen de esta grabación, una patrulla lo descubrió y lo detuvo. La policía anunció la detención en una rueda de prensa el 3 de diciembre.
El jefe de la policía judicial de Friburgo declaró: «Sería un alivio para los padres de los fallecidos» que Khavari hablara sobre el caso. A finales de diciembre de 2016, el acusado se había negado a hablar.
El 5 de enero de 2017, la policía solicitó la ayuda del público para identificar a un testigo potencialmente crítico. Tras la publicación de fotos, el testigo se presentó. El testigo fue considerado «importante».
Según la policía, la aplicación de seguimiento de la salud del iPhone de Khavari proporcionó «pruebas cruciales» para localizar sus movimientos exactos mientras cometía el crimen.

## Autoría
Hussein Khavari entró en Alemania en noviembre de 2015 sin identificación. Afirmó proceder de Afganistán y haber nacido en 1999. Las huellas dactilares de Khavari figuraban en el sistema europeo Eurodac, al que Alemania tiene acceso desde enero de 2013, cuando solicitó asilo en Grecia. En Alemania, debido a su supuesta edad, se le concedió asilo como refugiado no acompañado menor de edad y fue acogido por una familia de acogida.
Tras la detención de Khavari como sospechoso de la violación, Stern escribió que en 2014 había sido condenado a 10 años de prisión por robar a una estudiante de 20 años y arrojarla por un acantilado en Corfú (Grecia) en 2013.
La víctima sobrevivió con heridas graves. Este dato fue confirmado por el abogado griego del sospechoso y por una coincidencia de huellas dactilares Khavari fue puesto en libertad tras un año y medio en prisión debido a una amnistía general para delincuentes juveniles iniciada por el gobierno griego. Violó su libertad condicional en Grecia al no presentarse regularmente en una comisaría de policía y emigró a Alemania, donde las autoridades alemanas no se enteraron de su condena anterior porque Grecia no había iniciado una búsqueda internacional a través de Interpol.
Durante el juicio celebrado en Grecia en 2014, Khavari declaró ante el tribunal que había nacido en 1996 y que había huido de Irán, afirmaciones ambas que contradicen las que hizo al entrar en Alemania. En febrero de 2017, el fiscal declaró que una investigación médica había revelado que Khavari no era menor de edad, sino que tenía al menos 22 años en el momento del crimen. En marzo de 2017, debido a «dudas que no podían descartarse», Khavari no fue acusado en un tribunal penal, donde la pena por asesinato podría ser la cadena perpetua, sino en un tribunal de menores, donde el mismo delito solo conlleva una condena máxima de 10 años.

## Juicio
El juicio comenzó en septiembre de 2017 y Khavari confesó no solo la violación y el asesinato de Ladenburger, sino que confesó haber mentido sobre su edad. Era mayor de lo que había declarado oficialmente. En el juicio se presentó un vídeo de vigilancia de un tranvía de Friburgo grabado el día del crimen. El vídeo muestra que el acusado había abusado de otras dos mujeres poco antes de la violación y asesinato de Ladenburger.
Según el testimonio del compañero de celda de Khavari, éste le había contado que a la edad de 14 años había violado a una niña de 12 en Irán. Además, el testigo afirmó que Khavari le había dicho que procedía de Irán y no de Afganistán, como había afirmado Khavari en Alemania. Según un dentista forense que testificó ante el tribunal, el análisis de un diente de Khavari demostró que tiene 25 años y que, por tanto, no es menor de edad. Según declaró el padre iraní de Khavari al tribunal por teléfono, existe un documento oficial en el que consta el 29 de enero de 1984 como fecha de nacimiento del acusado.
El psiquiatra Hartmut Pleines afirmó en su informe al tribunal que Khavari no era esquizofrénico ni mostraba indicios de daños cerebrales o retraso en el desarrollo, sino que tenía un bajo umbral de violencia y tendencia a la influencia manipuladora, y que sus malos rasgos de carácter eran la causa de su conducta delictiva, «no una adicción a las drogas, ni su lugar de origen o ser musulmán chií».
Policías griegos, que habían participado en la investigación del anterior crimen de Khavari en Corfú, declararon ante el tribunal de Friburgo que el sospechoso se mostró «indiferente» durante el interrogatorio y que en una ocasión había declarado: «eso es solo una mujer».
El 22 de marzo de 2018, el Tribunal Regional de Friburgo (Landgericht Freiburg) condenó a Khavari por violación con agravantes y asesinato y señaló una especial gravedad de la culpabilidad. Los jueces lo condenaron a cadena perpetua y ordenaron prisión preventiva. La sala aplicó el derecho penal de adultos.

## Reacciones
El diario estadounidense Los Angeles Times informó que el crimen siguió siendo noticia nacional en Alemania durante «varias semanas después de que se encontrara su cadáver».
El 3 de octubre, Martin Jäger, secretario de Estado del Ministerio del Interior de Baden-Württemberg, envió 25 efectivos policiales adicionales a Friburgo para aumentar la presencia policial. Los políticos también exigieron durante algún tiempo la mejora del equipamiento forense de la policía de Friburgo. Guido Wolf, ministro de Justicia de Baden-Württemberg, pidió que se modificara el código de procedimiento penal para permitir a la policía determinar el color del pelo, los ojos y la piel a partir de una muestra de ADN. El deseo de Wolf de modificar la ley provocó una respuesta crítica por parte de un grupo de académicos en un Offener Brief.
Los académicos argumentaron que el uso de la tecnología forense de fenotipado del ADN, aunque no sea realmente lo bastante preciso, puede tener consecuencias adversas para el individuo, la sociedad y el estado de derecho, y que deberían debatirse las implicaciones éticas, jurídicas y sociales antes de utilizarla. También han formulado una declaración sobre las tres iniciativas legislativas actuales para ampliar el uso de los análisis de ADN en las investigaciones penales.
El alcalde de Friburgo, Dieter Salomon (Los Verdes), declaró que el origen del agresor no debe utilizarse para emitir juicios de valor. Sigmar Gabriel (presidente del SPD) expresó sus condolencias, y también advirtió de la incitación al odio y dijo que «los refugiados pueden cometer los mismos crímenes horripilantes que las personas nacidas en Alemania». La vicepresidenta de la CDU, Julia Klöckner, declaró que «tales crueldades las cometen nativos y extranjeros, no es un fenómeno nuevo. No se entiende cómo un ser humano puede ser capaz de hacer esto». Era mayor de lo que había declarado oficialmente. En el juicio se presentó un vídeo de vigilancia de un tranvía de Friburgo grabado el día del crimen.
El programa de noticias Tagesschau de ARD no informó del caso en su edición principal del 3 de diciembre, alegando que sólo tenía «importancia regional» y que en este caso se aplicaría «la protección especial para menores». La cadena pública ZDF sí se hizo eco de la noticia. Las razones para no informar fueron objeto de críticas. La revista Stern escribió que habían dado una explicación «absurda» de su «ignorancia». Dos días después, la revista Tagesthemen empezó a informar del caso.
Cuando la canciller Angela Merkel fue preguntada por el caso durante el programa, declaró «Si resultara cierto que el responsable es un refugiado afgano, entonces deberíamos condenarlo absolutamente, exactamente igual que en el caso de cualquier otro asesino, y deberíamos nombrarlo claramente». ARD anunció su intención de contratar en lo sucesivo a un «gestor de calidad» para hacer frente a las críticas públicas a sus decisiones.
El 15 de diciembre de 2016, el ministro del Interior alemán, Thomas de Maizière, culpó a Grecia de no hacer pública una orden de detención internacional sobre el caso. Die Zeit informó en 2016 de que Grecia había anunciado «que las huellas dactilares y los datos personales del hombre habían sido almacenados en el sistema europeo Eurodac desde su llegada a Grecia en 2013». El informe fue confirmado por Welt. Además, Deutsche Welle informó de que «estos datos estaban a disposición de todas las autoridades de seguridad europeas».
Varios políticos alemanes, entre ellos Boris Palmer (Los Verdes) y Thomas Strobl (CDU), ministro del Interior de Baden-Württemberg, exigieron mejores controles de la edad de los menores no acompañados en reacción a los informes de que el autor probablemente no era menor de edad. Strobl exigió un examen de la edad ósea (radiografía de la muñeca) para aclarar la edad de los presuntos menores, así como antecedentes penales comunes europeos.
En 2018, el Süddeutsche Zeitung señaló que el asesinato de Maria Ladenburger se incluía en la lista de casos de mujeres alemanas, entre ellas Mia Valentin y Mireille B, asesinadas por solicitantes de asilo en debates en las redes sociales sobre refugiados de países musulmanes y el derecho de asilo y las deportaciones.